# Oskaloosa (Kansas)
Oskaloosa è un comune (city) degli Stati Uniti d'America e capoluogo della contea di Jefferson nello Stato del Kansas. La popolazione era di 1 113 persone al censimento del 2010. Oskaloosa fa parte dell'area metropolitana di Topeka.

## Geografia fisica
Oskaloosa è situata a 39°12′57″N 95°18′50″W (39,215849, -95,313800).
Secondo lo United States Census Bureau, ha un'area totale di 1,03 miglia quadrate (2,67 km²).

## Storia
Oskaloosa è stata fondata nel 1856. Essa prende il nome dalla città di Oskaloosa nell'Iowa.
Il primo ufficio postale ad Oskaloosa è stato creato nel novembre 1856.

## Società

### Evoluzione demografica
Secondo il censimento del 2010, c'erano 1 113 persone.

### Etnie e minoranze straniere
Secondo il censimento del 2010, la composizione etnica della città era formata dal 97,0% di bianchi, lo 0,2% di afroamericani, lo 0,8% di nativi americani, lo 0,3% di asiatici, lo 0,1% di altre razze, e l'1,6% di due o più etnie. Ispanici o latinos di qualunque razza erano lo 0,9% della popolazione.